# Hudene
Hudene is een plaats in de gemeente Herrljunga in het landschap Västergötland en de provincie Västra Götalands län in Zweden. De plaats heeft 159 inwoners (2005) en een oppervlakte van 39 hectare.